# الگوا
الگوا (به ایتالیایی: Algua) یک سکونتگاه مسکونی در ایتالیا است که در استان برگامو واقع شده‌است.

## خصوصیات
الگوا ۸٫۱ کیلومترمربع مساحت و ۷۴۳ نفر جمعیت دارد و ۴۳۲ متر بالاتر از سطح دریا واقع شده‌است.